# Провулок Івана Козловського
Прову́лок Іва́на Козло́вського  — провулок у Печерському районі міста Києва, місцевості Бессарабка, Липки. Пролягає від Круглоуніверситетської до Шовковичної вулиці.

## Історія
Провулок виник у 1-й чверті XX століття (вперше зафіксований на карті міста 1918 року; виник ймовірно у 1913–1916 роках) під назвою Новолевашовський провулок. З 1938 року — вулиця Дзержинського, з 1944 року — провулок Дзержинського.
Сучасна назва на честь українського співака Івана Козловського — з 2000 року. У сквері на розі провулку та Шовковичної вулиці у 2008 році співакові відкрито пам'ятник.
Забудова провулку — переважно будинки 1930–50-х років, проте будинок № 4 споруджено у 1910-х роках.

## Установи
- № 3 — Український гуманітарний ліцей КНУ ім. Т. Шевченка; Академія європейських мов.

## Зображення

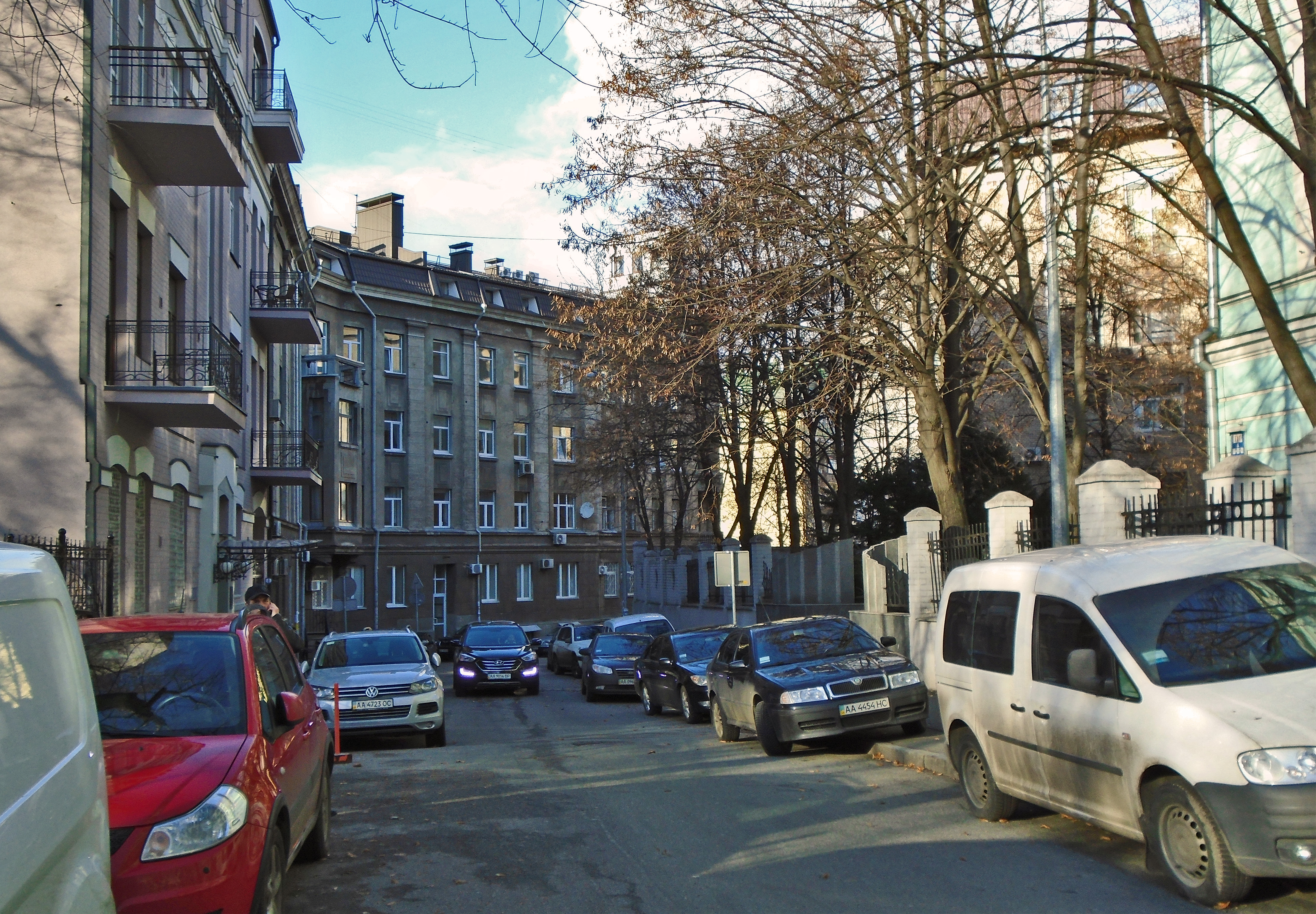
Вигляд у бік Круглоуніверситетської вулиці
Пам'ятник Івану Козловському